# 英國鐵路800型動車組
英國鐵路800型動車組是一款柴油-電力雙動力源鐵路車輛。
該款列車屬日立A-train系列，由2015年起分別在英格蘭東北部的牛頓艾克利夫鎮日立分廠，與日本山口縣的笠戶事業所製造，已從2017年起正式投入服務，主要行走東海岸主線及大西部主線的高速車次。此款列車和基於同一平台的801型列車被命名為“Azuma”（即日語中「東」字的讀法）。

## 背景與設計

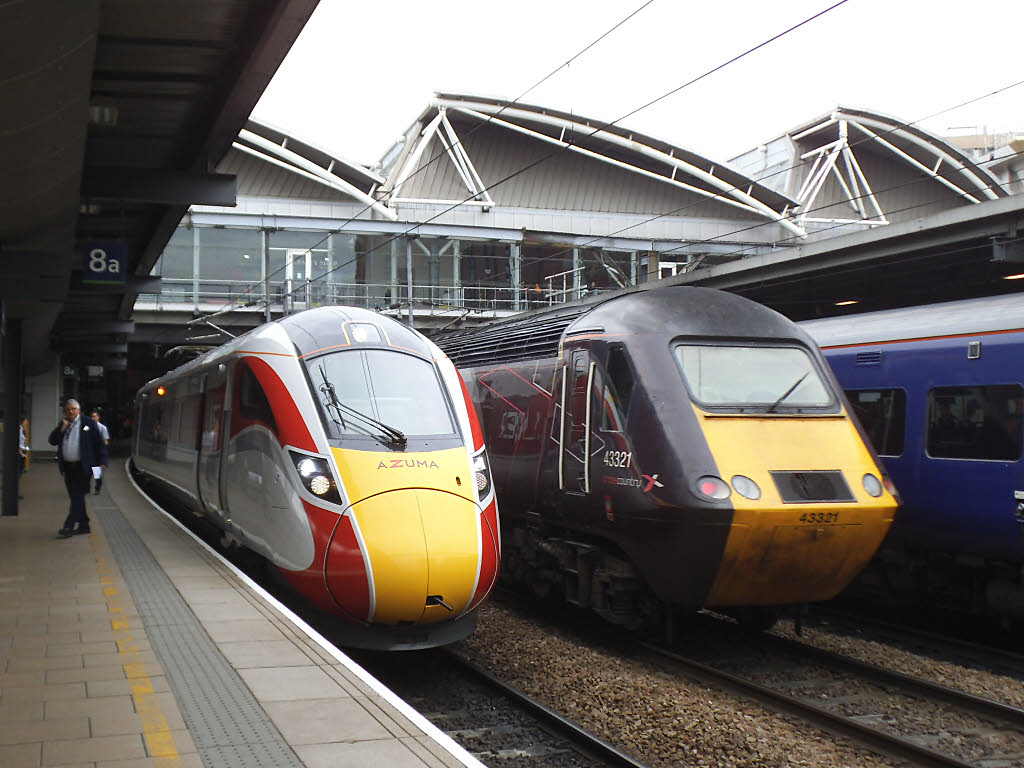
左側是LNER的800/1型动车组，右邊是英國縱貫鐵路的43型柴油机车 。

800型是基於英國政府的城際特快計畫（Intercity Express Programme），用以取代部分行駛於大西部主線與東海岸主線的城際列車125班次，東海岸主線上的城際列車225班車。 
800型可以經集電弓從架空線獲取電力，或由車架下方的柴油引擎提供動力。大西部鐵路的訂單本來是全電力的801型，該公司購買的800型車可以移除柴油引擎，改裝成全電力列車。
800型列車雖然可由單人駕駛，但幾乎所有班車上都有一位列車長。大西部鐵路牛津與貝德溫（Bedwyn）之間僅用單人操作而無列車長，駕駛經由駕駛室內的監視器注意車門開閉情形。 有列車長的列車，仍由駕駛控制車門打開，由車長負責關門，駕駛在開車前由車側監視器再次確認車門開閉情形。

## 動力車
引擎雖然置於車架下方，仍採V型12汽缸設計的MTU 12V 1600 R80L柴油引擎，每部出力560千瓦（750馬力）。801型的每編組（5至9節車）僅有一部柴油引擎發電機組，能在外部電力供應失常時提供緊急電力，以有限度地移動列車與供應輔助機械之用。但在800型與802型，5節車編組有3部引擎發電機組（位於第2、3、4車下方），9節車編組有5部引擎發電機組（位於第2、3、5、7、8車）。不過車架下方空間有限，影響散熱，引擎發電機組容易過熱，在夏季會影響營運。

## 内部

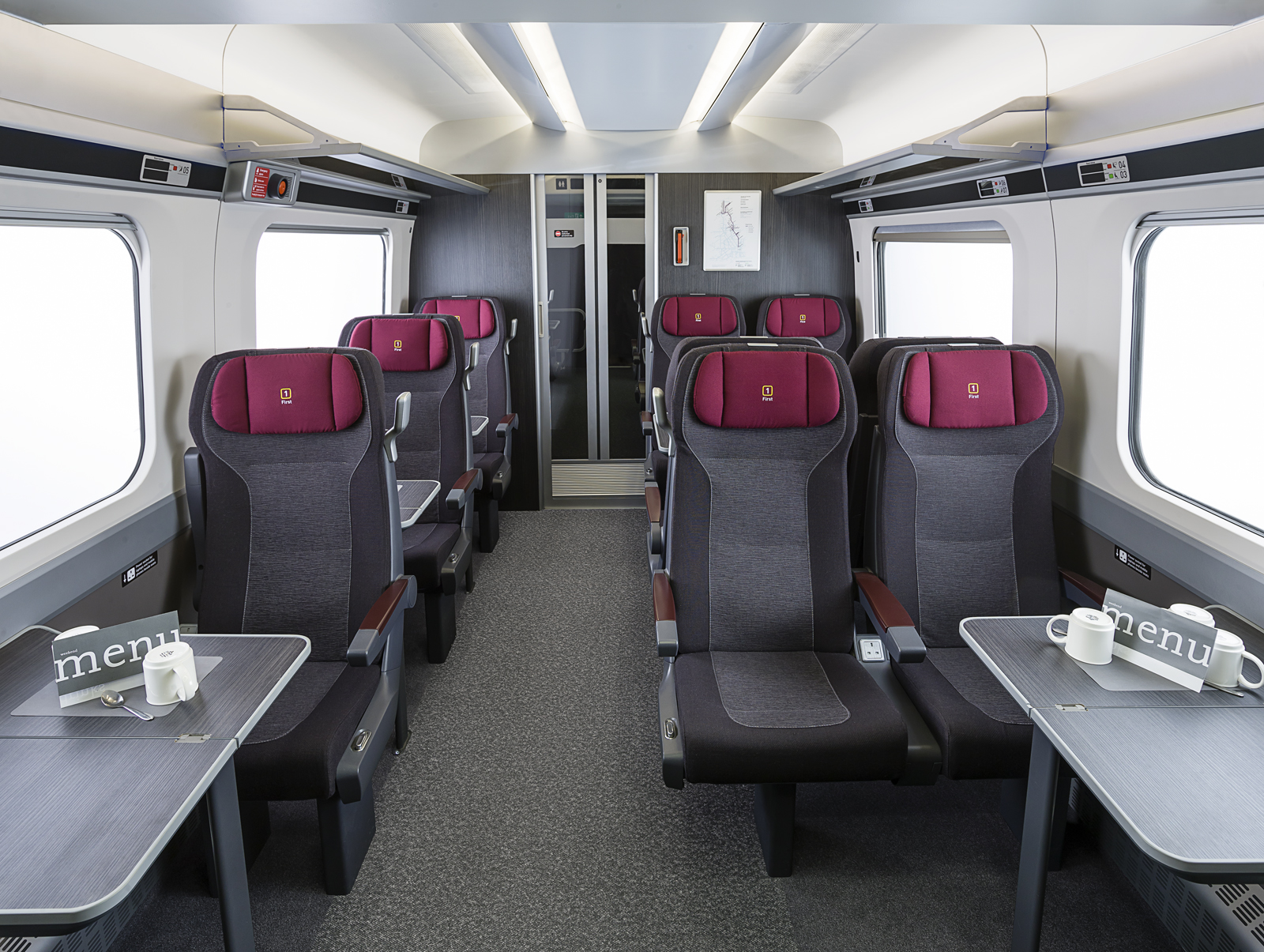
一等座车模型内部，拍摄于2014年4月3日
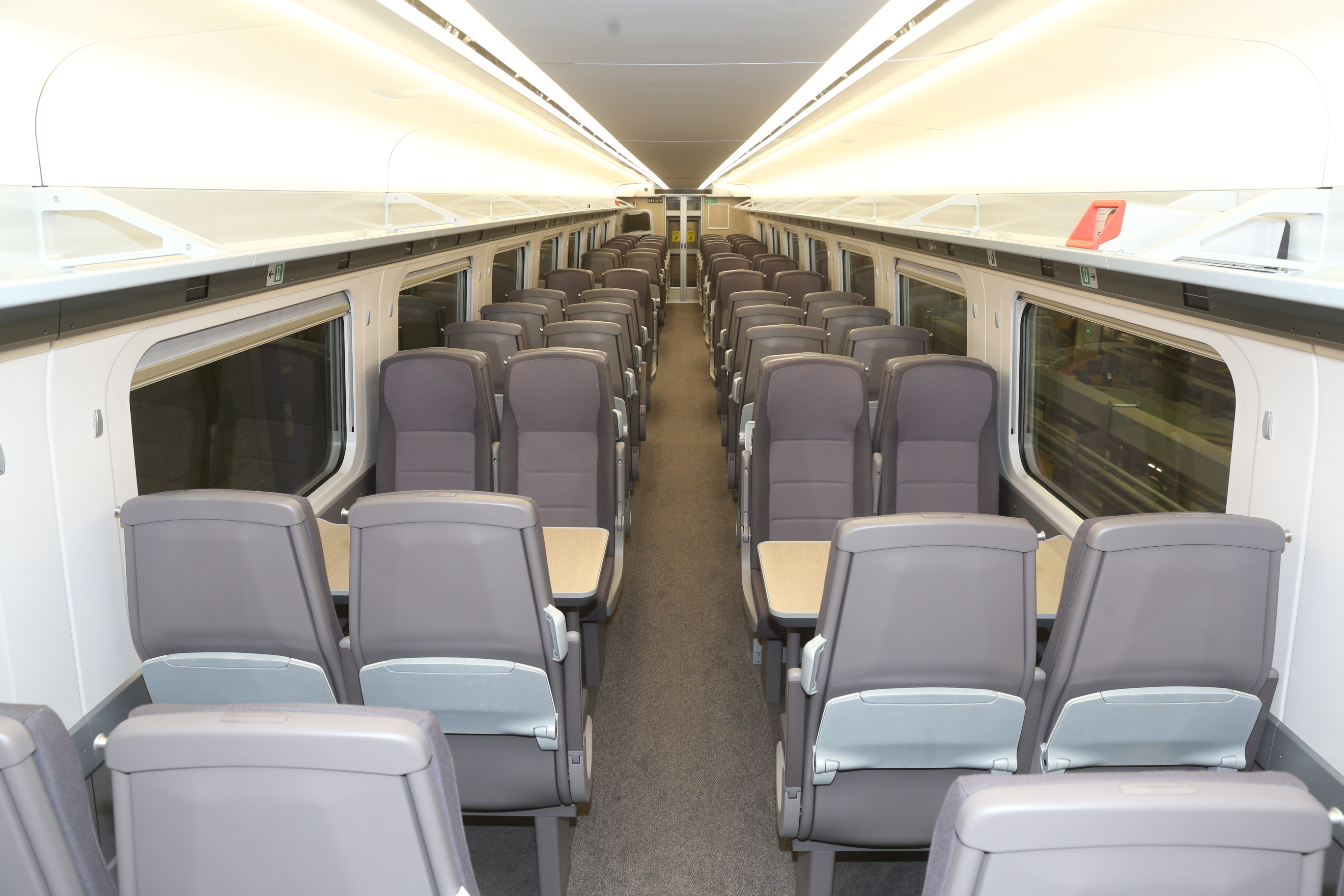
编号为800002的该型动车组二等座车内部，拍摄于大西部鐵路公司接手前
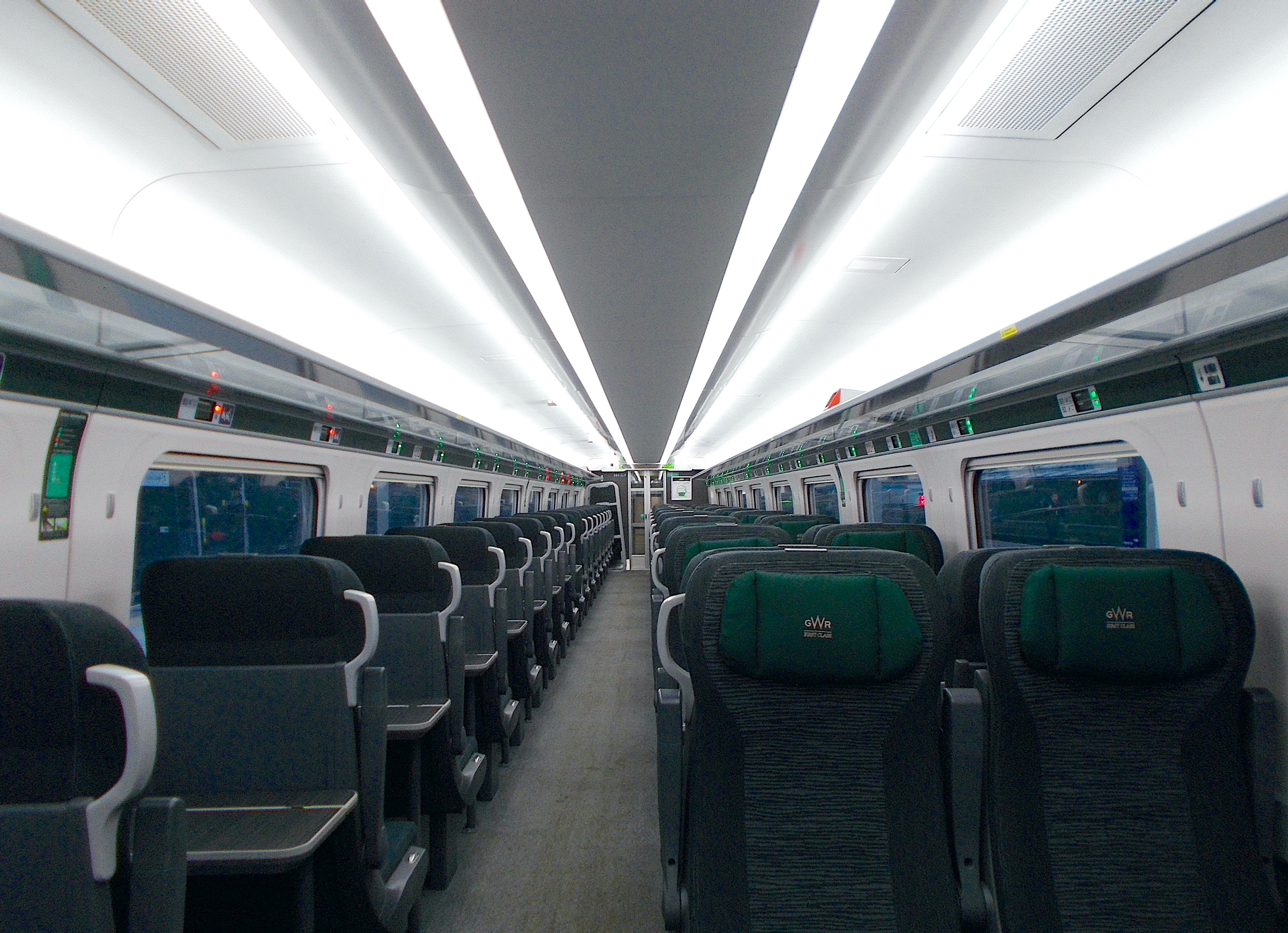
大西部鐵路公司该型动车组一等座车内部
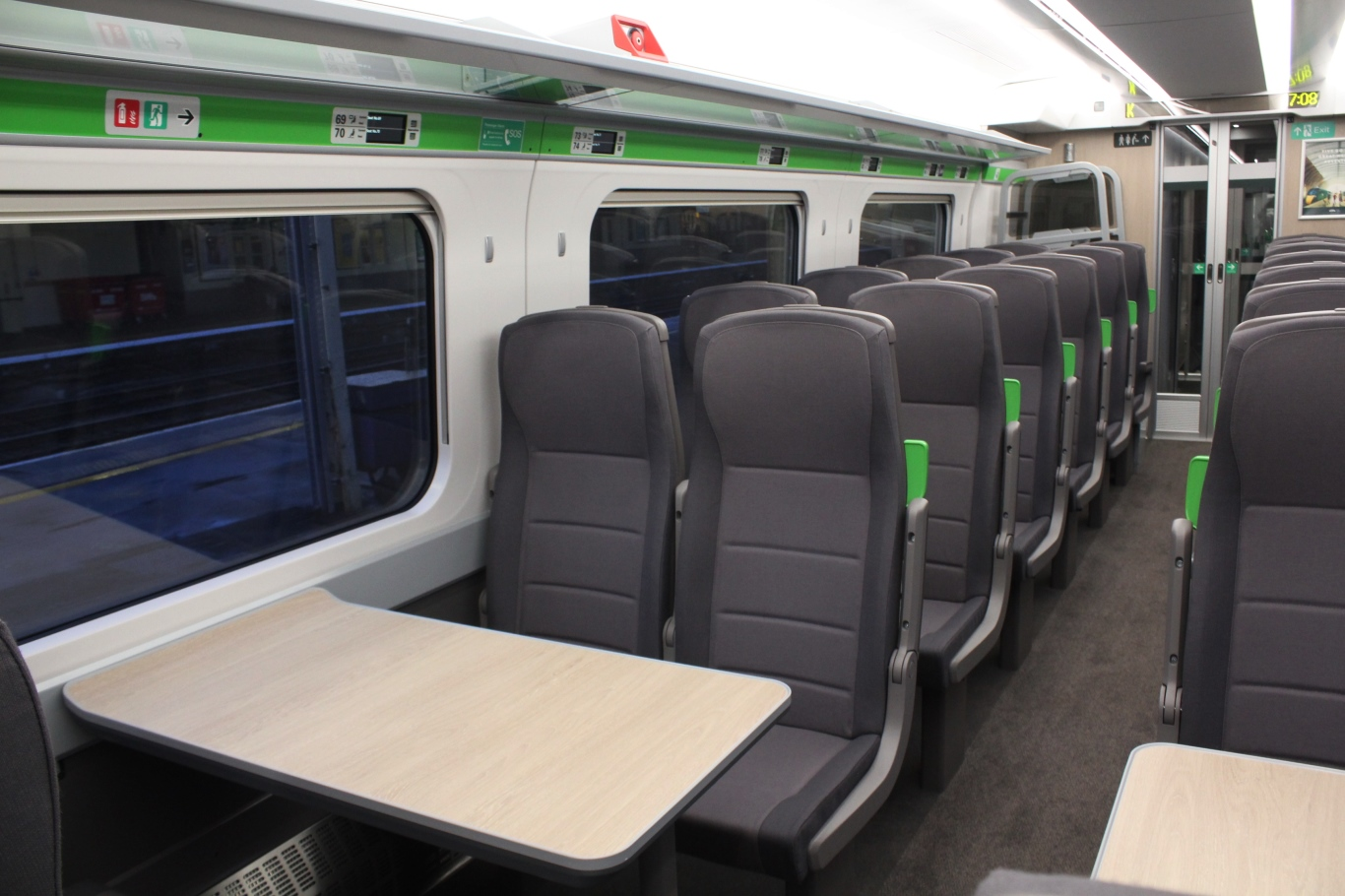
大西部鐵路公司的该型动车组二等座车内部。
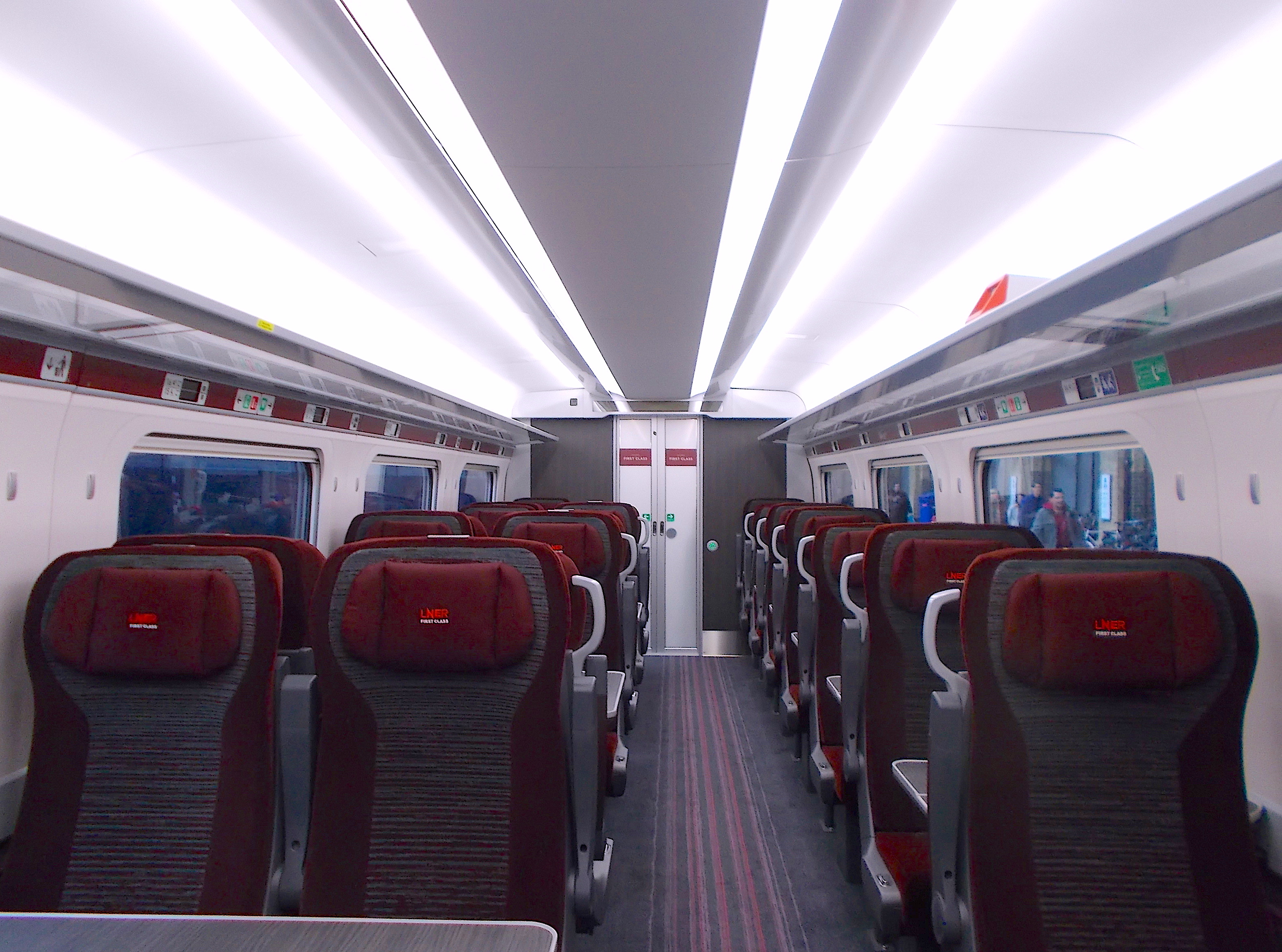
倫敦東北鐵路公司该型动车组一等座车内部
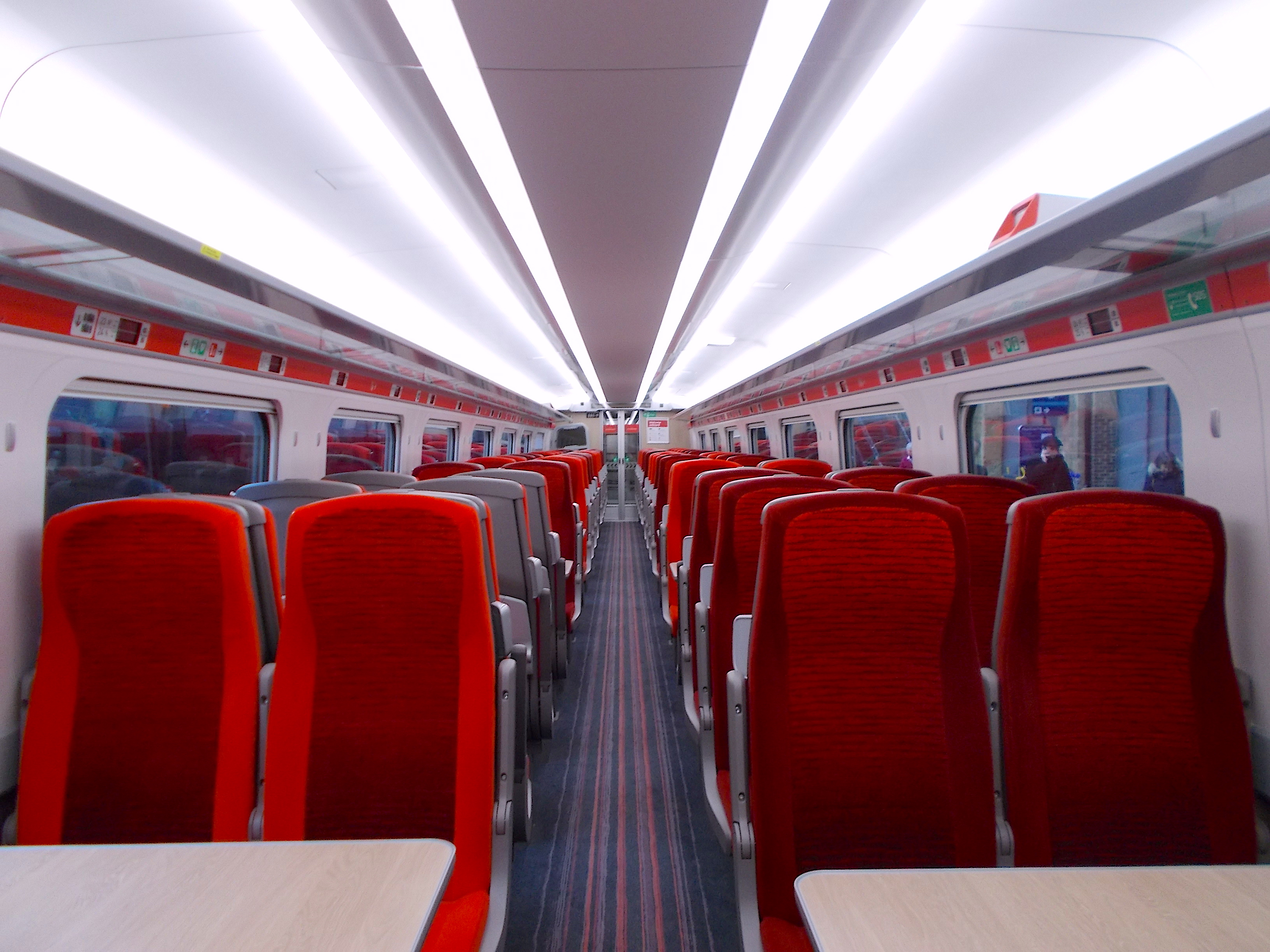
倫敦東北鐵路公司该型动车组二等座车内部

## 意外與事故
- 2019年11月13日，一列倫敦東北鐵路（LNER）的 Azuma 列車(800109)在里茲的內惟爾山車輛基地，追撞一組43型柴油機車 (43300)。當時兩車行駛時速分別為24公里與8公里，結果800型列車的3節車廂出軌，其第一輛車與43型柴油機車的尾車嚴重受損。調查報告顯示事故主因為司機員操作失誤，次因為訓練不足。而碰撞之所以後果嚴重，也要歸因於800型在設計時未考慮到低於36公里時速的碰撞以及出軌時的影響。[9][10][11][12]
- 由於轉向架的橫搖阻尼器框架發現裂痕， 2021 年4月26日大西部鐵路暫停8組5輛車編組的800型列車的營運。[13][14][15]
- 在2021年5月8日，由於一部維修中的列車發現轉向架承樑焊接處有裂痕，大西部鐵路、倫敦東北鐵路、赫爾鐵路的大部分800型列車暫停營運。[16][17][18] 這可能與大西部鐵路4月26日維修列車時發現的問題相關。[19] 這使得倫敦往蘇格蘭以及英國西部的許多列車取消。[20][21] 由於維修困難，解決時程難以確定。[16] 2021年5月13日起有些列車恢復行駛，不過受損較嚴重的列車還需要維修，且所有的列車都需要更徹底的維修以長久解決問題。[22][23]